# رسالة إلى الكوكب
رسالة إلى الكوكب (بالإنجليزية: The Message to the Planet)‏ هي رواية للكاتبة البريطانية آيريس مردوك، نشرت عام 1989، لأول مرة عن دار نشر تشاتو آند ويندوس.